# César Monge
César Santiago Monge Ortega (Guayaquil, 22 de julio de 1972 - Ibídem, 25 de julio de 2021) fue un ingeniero y político ecuatoriano, fundador y presidente del Movimiento CREO. También fue asambleísta y Ministro de Gobierno entre el 24 de mayo y el 14 de julio de 2021, durante el Gobierno de Guillermo Lasso.

## Biografía
César Santiago nació el 22 de julio de 1972, en Guayaquil, Ecuador. 
Casado con Mercedes Plaza con quien tuvo dos hijos: Mercedes y Santiago.
Graduado en Economía en la Universidad Clark, en Worcester, Massachusetts, en Estados Unidos, con una maestría en Administración de Negocios de la Universidad Johns Hopkins, también de Estados Unidos.
En el sector privado, fue presidente del Gremio de Productores y Exportadores Camaroneros del país, además fue presidente y director ejecutivo de la Cámara Nacional de Acuacultura; consultor en la Corporación de Promoción de Exportaciones e Inversiones (CORPEI), gerente general de las empresas AceroVegetal Cia. Ltda, Empresa Agro Industrial y Tandilsa S. A, entre otras.
También tuvo un paso por los medios de comunicación en 2008, siendo director y presentador del noticiero radial Qué Pasa de Radio Fuego, propiedad de la expresentadora de televisión Mariela Viteri. También condujo los programas de televisión Primera Hora, Juicio Político y Foro Político del desaparecido canal Cablevisión, en su señal de noticias.

## Carrera política

### Movimiento CREO
En 2010 deja el sector privado y se traslada al ámbito político, liderando la creación del Movimiento CREO junto con Guillermo Lasso y Mae Montaño, logrando su registro ante el Consejo Nacional Electoral en enero de 2012. Al frente de CREO, Monge lideró las tres campañas presidenciales de Lasso en 2013, 2017 y 2021, siendo esta última elección con la que finalmente Lasso logró ganar la presidencia. Además de ser su presidente, Monge también fue candidato a varias dignidades de elección popular.

### Candidatura a la Prefectura del Guayas
Participó como candidato a Prefecto del Guayas en las elecciones seccionales de 2014, enfrentándose al entonces prefecto Jimmy Jairala, candidato a la reelección por el Movimiento Centro Democrático en alianza con el movimiento oficialista Alianza País, y al candidato del Partido Social Cristiano, César Rohon, quedando en el tercer lugar de la votación.
Durante la campaña electoral, Monge cuestionó duramente al prefecto Jairala, al presentar públicamente una serie de documentos que demostraban irregularidades durante su administración, presentando una serie de denuncias en contra de Jairala ante la Fiscalía General del Estado. Meses después de la campaña, Jairala presentó una denuncia en contra de Monge por injurias, pidiendo 10 años de prisión y una indemnización de $250 millones.
En este contexto, Monge fue sentenciado en dos ocasiones, en la primera fue sentenciado a 6 meses de prisión y al pago de una indemnización de $170 mil, y en la segunda ocasión fue sentenciado a 2 años de prisión, luego de que la sentencia inicial declarara la inocencia de Monge y ante la apelación de los abogados de Jairala. En 2020, Monge fue declarado inocente, en una de las 17 querellas que impuso Jairala en su contra, al calificarse a la demanda como "temeraria y maliciosa".

### Asambleísta Nacional
Para las elecciones legislativas de 2021, Monge encabezó la lista de asambleístas de la circunscripción nacional por el Movimiento CREO, resultando electo. Permaneció seis días en el cargo, entre el 14 y el 20 de mayo de 2021.

### Ministro de Gobierno
El 22 de mayo, se confirmó que Monge sería designado por el presidente Guillermo Lasso como Ministro de Gobierno. Tomó posesión del cargo el 24 de mayo de 2021, mismo día en que Lasso asumió la presidencia. Durante su corto paso por esta cartera de estado, Monge hizo llamados a las autoridades seccionales del país, debido a la crisis de inseguridad reportada en varias ciudades ecuatorianas.
Lideró también diálogos con el sector de los transportistas, quienes suspendieron de manera parcial sus labores a finales de mayo de 2021, por el alza en el precio de los combustibles, en conjunto con el Ministro de Transporte y Obras Públicas, Marcelo Cabrera. Permaneció en su cargo hasta el 14 de julio de 2021, día en que el presidente Lasso confirmó su salida del cargo por problemas de salud, y designando en su reemplazo a Alexandra Vela. El mismo día, Monge fue nombrado por el presidente Lasso como Consejero de Gobierno para la gobernanza y asuntos seccionales.

## Enfermedad y muerte
En julio de 2020, Monge dio a conocer a través de sus redes sociales que fue diagnosticado con cáncer de páncreas, por lo cual se alejó de la vida política durante varios meses, mientras fijaba su residencia en Estados Unidos por los tratamientos de la enfermedad. Regresó a la vida política a mediados de año, para liderar la campaña electoral del Movimiento CREO con el binomio Lasso-Borrero y en su camino a la Asamblea Nacional del Ecuador.
A pesar de su padecimiento, acompañó a Guillermo Lasso durante la campaña que lo llevó al poder, y a Monge a la Asamblea. Durante los primeros días de julio, varios rumores señalaban de un quebranto en la salud de Monge, los cuales fueron desmentidos por el Movimiento CREO y el Ministerio de Gobierno, entidad en la que permaneció como su titular hasta el 14 de julio.
Finalmente, Monge falleció en la madrugada del domingo 25 de julio de 2021, a la edad de 49 años. Sus restos fueron velados y sepultados en el Camposanto Parque de la Paz de la parroquia La Aurora en el cantón Daule, provincia del Guayas. A los funerales acudieron el presidente Guillermo Lasso, la primera dama María de Lourdes Alcívar, el vicepresidente Alfredo Borrero, además de personalidades políticas, del sector privado y del Movimiento CREO.

## Condecoraciones
- Condecoración de la Orden Nacional al Mérito, en el grado de Gran Cruz (2021).[31]
- Condecoración por parte de la Gobernación del Guayas.[32]